# Condylocnemis albomarginata
Condylocnemis albomarginata är en insektsart som först beskrevs av Jean Guillaume Audinet Serville 1838.  Condylocnemis albomarginata ingår i släktet Condylocnemis och familjen vårtbitare. Inga underarter finns listade i Catalogue of Life.